# 小多股蟲
小多股蟲（學名：Pliomerina）是生存在奧陶紀海洋中的一屬三葉蟲，於西元1958年由Chugaeva描述，其化石分布於澳大利亞、阿根廷、中國和哈薩克等地。

## 物種
- Pliomeraspis martelli Reed, 1917 異名 Pliomera martelli, Pliomerina martelli[1]
- Pliomerina tashanensis Lee, 2012[3]
- Pliomerina trisulcata Edgecombe et al., 1999[1]